# Bernard II. (Armagnac)
Bernard II., genannt Tumapaler († nach 1064) war Graf von Armagnac von 1020 bis 1061. Er ist der Sohn von Géraud I. Tranacléon (Tranchelion) und Adelais von Aquitanien, einer Tochter von Wilhelm V., Herzog von Aquitanien und Graf von Poitou, und seiner zweiten Ehefrau Prisca (Brisque), der Erbin der Gascogne.
1040 wurde er selbst (ebenfalls als Bernard II.) Herzog von Gascogne. 1052 unterlag er Guido-Gottfried von Aquitanien, Graf von Bordeaux und Agen (dem späteren Herzog Wilhelm VIII.) in der Schlacht von La Castelle (zwischen Cazères und Grenade-sur-l’Adour), was ihn dazu zwang, seine Rechte auf die Gascogne zu verkaufen.
Mit dem Bischof von Auch, einem Parteigänger des Herzogs von Aquitanien, kämpfte er um die Kontrolle der Region. 1061 gab er seine Grafschaft an seinen Sohn Géraud II. weiter, und zog sich in ein Kloster zurück. Sein Todesjahr ist unbekannt, vorgeschlagene Daten reichen von 1064 bis 1090.
Er heiratete 1035 Ermengarde, die Mutter seiner Kinder:
- Géraud II. († 1095)
- Arnaud-Bernard († 1080), Mitgraf von Armagnac
- ? Gisla, heiratete Centulle V. († 1090), Vizegraf von Béarn

| Personendaten    | Personendaten                        |
| ---------------- | ------------------------------------ |
| NAME             | Bernard II.                          |
| ALTERNATIVNAMEN  | Tumapaler                            |
| KURZBESCHREIBUNG | Graf von Armagnac                    |
| GEBURTSDATUM     | 10. Jahrhundert oder 11. Jahrhundert |
| STERBEDATUM      | nach 1064                            |